# مثل سربازهای اسباب‌بازی
«مثل سربازهای اسباب‌بازی» (به انگلیسی: Like Toy Soldiers) ترانه‌ای از امینم، خواننده رپ آمریکایی است که در سال ۲۰۰۵ میلادی منتشر شد.
این آهنگ سمپل شده از toy soliders از martika است. این ترانه در مورد دعوا های رپر ها به یکدیگر است